# Bột Hải (biển)

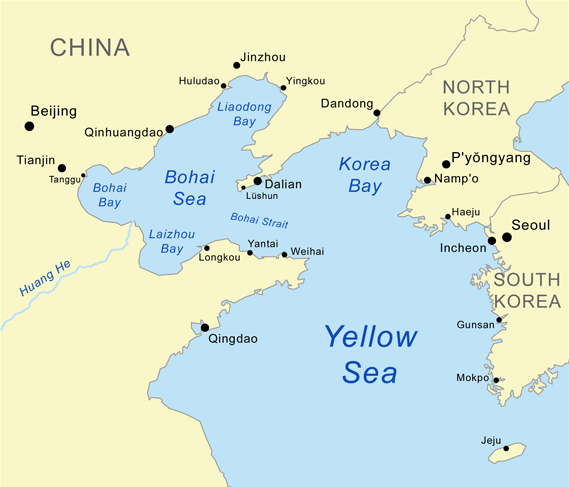

Vịnh Bột Hải hay biển Bột Hải là một vịnh biển nhỏ nằm ở khoảng giữa bán đảo Liêu Đông (thuộc tỉnh Liêu Ninh) ở đông bắc, với dải bờ biển phía tây thuộc các tỉnh và thành phố trực thuộc trung ương như Hà Bắc, Thiên Tân và bán đảo Sơn Đông (thuộc tỉnh Sơn Đông) ở phía đông nam.

## Lịch sử
Cho tới đầu thế kỷ XX, vịnh Bột Hải vẫn thường được gọi là Vịnh Trực Lệ hoặc Vịnh Bắc Trực Lệ. Trực Lệ và Bắc Trực Lệ là tên gọi đơn vị hành chính khu vực xung quanh Bắc Kinh thời Minh, Thanh và đầu thời Trung Hoa Dân Quốc.

## Địa lý
Theo quan điểm của Cộng hòa Nhân dân Trung Hoa thì biển Bột Hải gồm ba vịnh nhỏ hơn hợp thành: vịnh Lai Châu ở phía nam, vịnh Liêu Đông ở phía bắc và vịnh Bột Hải ở phía tây. Cửa vịnh ở phía đông thông ra Hoàng Hải và như thế Bột Hải là một biển, có địa vị ngang với Hoàng Hải. Hai biển này thông với nhau qua eo biển Bột Hải. Diện tích của biển này theo các nguồn ước tính khác nhau khoảng 78.000-82.000 km², độ sâu tối đa đạt 70 m.
Theo quan điểm của Trung Hoa dân quốc thì vịnh Bột Hải là một phần của Hoàng Hải và như thế Trung Quốc tiếp giáp với ba biển lớn là Nam Hải, Đông Hải và Hoàng Hải.
Những sông lớn đổ vào Bột Hải là Hoàng Hà, Liêu Hà, Loan Hà, và Hải Hà.
Các tỉnh thành Trung Hoa tiếp giáp với Bột Hải gồm có Sơn Đông, Hà Bắc, Liêu Ninh và Thiên Tân.
Bột Hải cho tới đầu thế kỷ XX có tên là vịnh Trực Lệ, tức là tên cũ của tỉnh Hà Bắc.

## Hải cảng và đảo
Các thành phố cảng lớn nằm ven bờ Bột Hải bao gồm:
- Hà Bắc: Tần Hoàng Đảo
- Liêu Ninh: Đại Liên, Hồ Lô Đảo, Cẩm Châu, Dinh Khẩu
- Thiên Tân: Đường Cô
- Sơn Đông: Long Khẩu, Uy Hải, Yên Đài

Đảo đáng chú ý nhất là đảo Chi Phù, một phần của Yên Đài.

## Môi sinh và Kinh tế
Bột Hải hiện bị đe dọa bở nạn ô nhiễm vì nước thải kỹ nghệ và ngư nghiệp không được kiểm soát đổ bừa ra biển.
Tháng 6 năm 2007, tại nơi đây, sau một thời gian thăm dò và khai thác, Trung Quốc đã phát hiện ra một mỏ dầu khí có trữ lượng lên tới trên 1 tỉ tấn. Sự kiện này mang một ý nghĩa rất lớn, giải tỏa "cơn khát" dầu của một nền kinh tế khổng lồ và đang phát triển hết sức nhanh chóng như Trung Quốc.